# 清木元治
清木 元治（せいき もとはる、1949年1月28日 - ）は、日本の分子生物学者、東京大学名誉教授。専門はがん細胞の増殖に関する研究。現在は、分子生物学を背景にしたプロテアーゼ研究を行っている。医学博士。山口県下松市出身。

## 経歴
- 1973年 金沢大学薬学部卒業
- 1977年 大阪大学大学院薬学研究科修士課程修了
- 1980年 日本学術振興会大学院特別奨励研究員
- 1981年 金沢大学大学院医学研究科博士課程修了。医学博士。論文の題は「Structure and function of the region of the replication origin of the Bacillus subtilis chromosome」[3]。
- 1982年 財団法人癌研究会がん研究所研究員
- 1986年 財団法人癌研究会がん研究所主任研究員
- 1988年 金沢大学がん研究所教授。
- 1997年 東京大学医科学研究所教授
- 2005年 東京大学医科学研究所副所長
- 2007年〜2011年 東京大学医科学研究所所長
- 2013年 東京大学名誉教授
- 2013年 高知大学医学部付属病院 次世代医療創造センター特任教授
- 2015年 金沢大学招聘特任教授（リサーチプロフェッサー）

経歴に関する参照

## 受賞
- 1986年 日本癌学会 奨励賞
- 1988年 UICC　Eleanor Roosevelt International Cancer Fellowship
- 2004年 佐川がん研究振興財団　特別賞
- 2013年 日本癌学会 吉田富三賞
- 2013年 高松宮妃癌研究基金学術賞

## 叙位・叙勲
- 2016年 紫綬褒章[4]
- 2022年 瑞宝中綬章[5][6]

## 著書
- 癌の悪性化と転移（中外医学社）1993年
- 癌転移の分子医学（羊土社）1996年